# Osservatorio di Würzburg
L'Osservatorio di Würzburg  è un osservatorio astronomico pubblico, fondato nel 1985 a Würzburg in Baviera, Germania.
Gestito da un'associazione astrofila amatoriale è situato nel terreno di una scuola pubblica, in una cupola alta 10 metri con una piattaforma di osservazione avente superficie di 140 m². Essenzialmente effettua funzione divulgativa
L'associazione con codice 028 dato alla struttura dall'Unione Astronomia Internazionale è relativo alla precedente struttura situata nella vecchia università chiamata New College House vicino alla nuova chiesa nel centro di Würzburg. Fu inaugurata nel 1896 e nel 1927 presso l'ala ovest fu costruita la cupola dell'osservatorio. Il complesso fu distrutto il 16 marzo 1945 dai bombardamenti alleati.

## Strumenti
- Telescopio Schmidt-Cassegrain (D = 356 mm, F = 3920 mm)
- Rifrattore Zeiss (D = 130 mm, F = 1920 mm)
- Radiotelescopio da 3 metri